# Concurrent (wiskunde)
Drie of meer lijnen heten concurrent als zij één gemeenschappelijk snijpunt hebben. Concurrentie van lijnen is het duale begrip van collineariteit voor punten.

## In coördinaten
De drie lijnen in het vlak die gegeven zijn in tweedimensionale coördinaten door de vergelijkingen:
{\displaystyle a_{1}x+b_{1}y+c_{1}=0}
{\displaystyle a_{2}x+b_{2}y+c_{2}=0}
{\displaystyle a_{3}x+b_{3}y+c_{3}=0}
zijn dan en slechts dan concurrent, als de determinant
{\displaystyle \left|{\begin{array}{ccc}a_{1}&b_{1}&c_{1}\\a_{2}&b_{2}&c_{2}\\a_{3}&b_{3}&c_{3}\end{array}}\right|=0}

## Voorbeelden
In een driehoek zijn de volgende lijnen concurrent:
- de drie hoogtelijnen gaan door het hoogtepunt
- de drie bissectrices gaan door het middelpunt van de ingeschreven cirkel
- de drie zwaartelijnen gaan door het zwaartepunt
- de drie middelloodlijnen gaan door het middelpunt van de omgeschreven cirkel